# Nassau Point-brevene
Nassau Point-brevene, er fire breve skrevet af Albert Einstein som han sendte til USAs præsident Franklin Delano Roosevelt, umiddelbart før og under starten af anden verdenskrig.
Brevene udtrykker Einsteins bekymring over det daværende våbenkapløb, hvor han blandt andet advarer Roosevelt om mulighederne for at konstruere og producere en ny type bombe med ekstrem sprængkraft
Einstein antyder også at den tyske regering er i gang med at konstruere samme type bombe.

## Ekstern henvisning og kilde
- Albert Einstein's Letters to President Franklin Delano Roosevelt, fotokopier af originale breve Arkiveret 17. april 2012 hos  Wayback Machine